# Gare de Villiers - Neauphle - Pontchartrain
Gare de Villiers - Neauphle - Pontchartrain vasútállomás Franciaországban, Villiers-Saint-Frédéric településen.

## Vasútvonalak
Az állomást az alábbi vasútvonalak érintik:
- Saint-Cyr-Surdon-vasútvonal

## Kapcsolódó állomások
A vasútállomáshoz az alábbi állomások vannak a legközelebb:
- Gare de Montfort-l'Amaury - Méré (Gare de Dreux, Transilien N)
- Gare de Plaisir - Grignon (Paris Gare Montparnasse, Transilien N)